# Voorgerecht
Een voorgerecht of voorafje is het eerste deel – ook wel gang genoemd – van een maaltijd, doorgaans de hoofdmaaltijd. Veel voorgerechten zijn hartig. Andere namen zijn hors-d'oeuvre en antipasto. Soep fungeert vaak als voorgerecht.
Bekende voorgerechten zijn salade en garnalencocktail.

## Verwante onderwerpen
- Amuse
- Tussengerecht
- Nagerecht